# Maison Lestang
 (octobre 2022).
La maison Lestang est une maison située au Malzieu-Ville, en France.

## Description
Le type de construction de cette maison est caractéristique du 4e quart du 17e siècle. Il s'agit d'un bâtiment de grande ampleur fait avec grand appareil de granite et cordons filants soulignant les étages. Quelques modifications ont été opérées au 19e siècle. Ce bâtiment s'appuie sur le mur du rempart de la ville datable du 15e-16e siècle.
La maison comprend un rez-de-chaussée, deux étages d'habitation et un étage de combles. Le rez-de-chaussée s'ouvre par une porte à deux pilastres doriques reposant sur un socle. Ces pilastres supportent un fronton triangulaire coupé à la partie supérieure pour encadrer un motif décoratif terminé par une boule. Le linteau présente l'aspect de trois pointes de diamant. La menuiserie de la porte est à deux battants symétriques, dont l'un ouvrant sur les 2/3 de la largeur. Ce battant est flotté. Lorsque la porte est fermée, n'apparaît qu'un panneau uni encadré par de grosses baguettes armées de clous forgés. Une autre porte-fenêtre avec linteau monolithe en arc de cercle s'est substituée à une fenêtre en anse de panier. Jambages et traverses de pierre ont disparu sur les fenêtres.

## Localisation
La maison est située sur la commune du Malzieu-Ville, dans le département français de la Lozère.

## Historique
L'édifice est inscrit au titre des monuments historiques en 1963.